# Athetis suffusa
Athetis suffusa är en fjärilsart som beskrevs av B.C.S Warren 1926. Athetis suffusa ingår i släktet Athetis och familjen nattflyn. Inga underarter finns listade i Catalogue of Life.